# カルロス・ルイス・エレーロ
カルロス・ルイス・エレーロ（Carlos Ruiz Herrero、1948年6月7日 - ）は、スペイン・ビルバオ出身の元サッカー選手。ポジションはFW。
11シーズンをラ・リーガのアスレティック・ビルバオで過ごし、公式戦275試合に出場して115ゴールを挙げた。

## クラブ経歴
12人家族の上から3番目の子供としてビルバオに生まれ、11シーズンをアスレティック・ビルバオで、1シーズンをビルバオ・アスレティックで過ごした。1970年9月12日、FCバルセロナとのリーグ戦でトップチームデビューを果たした。
デビューの翌年からクラブの中心選手として活躍し始めた。1974-75シーズンにはリーグ戦で19ゴールを挙げ、ラ・リーガ得点王に贈られるピチーチ賞を受賞した。しかし、アスレティック・ビルバオはリーグを10位でフィニッシュしたため、欧州カップ出場権を得られなかった。得点王獲得後も安定した成績を残したが、1978-79シーズンは負傷離脱に苦しみ、リーグ戦わずか5試合の出場に留まった。
1981年にRCDエスパニョールへ移籍。1シーズンを過ごして現役を引退した。

## 代表経歴
フル代表経験はないが、スペインのU-21代表に1試合出場した。

## 引退後
現役を引退後、バスク大学にて医学を学んだ。卒業してすぐにスポーツのメディカルトレーナー職に就き、ハンドボールの女子スペイン代表やバスケットボールのクラブチームのメディカルトレーナーを経験した。

## タイトル

### クラブ
アスレティック・ビルバオ
- コパ・デル・レイ : 1回 (1972-73)

### 個人
- ピチーチ賞 : 1回 (1974-75)